# Utivarachna itiokai
Espèce
Utivarachna itiokai est une espèce d'araignées aranéomorphes de la famille des Trachelidae.

## Distribution
Cette espèce est endémique du Sarawak en Malaisie,. Elle se rencontre dans le parc national des Lambir Hills.

## Description
La carapace du mâle holotype mesure 1,66 mm de long sur 1,25 mm et l'abdomen 1,77 mm de long sur 1,25 mm.

## Systématique et taxinomie
Cette espèce a été décrite par Yamasaki en 2023.

## Étymologie
Cette espèce est nommée en l'honneur de Takao Itioka.

## Publication originale
- Yamasaki, Hashimoto, Endo, Hyodo, Itioka, Mohamed & Meleng, 2023 : « Taxonomic study of Bornean species of Utivarachna Kishida, 1940 (Araneae: Trachelidae), with the description of a new species. » Zootaxa, no 5343(1), p. 55-73.